# Dante di Nanni
Dante Di Nanni (Turín, 27 de marzo de 1925 - Turín 18 de mayo de 1944) fue un partisano italiano, condecorado con la Medalla de Oro al Valor Militar italiana.

Los años y los decenios pasarán: Los días duros y sublimes que nosotros vivimos ahora parecerán lejanos, pero generaciones enteras se educarán en el amor a su país, en el amor a la libertad, en el espíritu de devoción ilimitada a la causa de la redención humana siguiendo el ejemplo de los admirables garibaldinos que escriben hoy, con su roja sangre, las más bella de las páginas de la historia italiana.
Giovanni Pesce

## Biografía
Nace en una familia de inmigrantes llegados de Puglia; trabaja como obrero en una de las fábricas locales pero continua sus estudios en la escuela vespertina. Al estallar la Segunda Guerra Mundial se alistó en la Aeronautica Militare, el Ejército del Aire Italiano, donde permaneció hasta el 8 de septiembre de 1943, fecha en la que se anuncia el Armisticio de Cassibile, firmado el día 3.
Después del 8 de septiembre dejó el cuartel para no ser capturado por los nazis y se refugió en las montañas piamontesas, donde se unió a una de las primeras bandas de partisanos, en Boves, comandada por Ignazio Vian. Una vez que se dispersa esta banda, tras el ataque de una unidad de las SS al mando de Joachim Peiper, que, entre otras, llevó a cabo una masacre en Boves, vuelve a Turín donde se alista en el GAP (Gruppo di Azione Patriottica) de Giovanni Pesce.
El 17 de mayo de 1944, junto con sus compañeros Pesce, Bravini e Valentino, efectúan un ataque a la estación de radio sobre la Stura di Lanzo, que interfería en las emisiones de Radio Londres; antes de hacerla explotar la partida gappista, desarmó y perdonó a los nueve militares que la custodiaban tras hacerles prometer que no darían la alarma. Aun así los partisanos fueron traicionados y sorprendidos por una patrulla enemiga. En el enfrentamiento fueron heridos Bravin y Valentino, que serían capturados y ahorcados el día 22 de julio en Turín, junto con el jefe de la partida, Vian, que también había sido capturado. A pasar de todo Pesce consiguió poner a salvo a Di Nanni, herido gravemente por siete tiros en el abdomen, en la cabeza y en las piernas, llevándolo primero en un cortijo y posteriormente a la base que los partisanos tenían en el número 14 de Via San Bernardino en Turín. Una vez allí es atendido por un médico antifascista que le recomienda asistir al hospital. Pesce, al volver de buscar un transporte, se encuentra la casa rodeada de fascistas y de alemanes que había sido alertados por un espía.

Les disparan desde la calle, desde el campanario y desde las casas más lejanas. Estaban encima de ellos, sin darles tregua. Di Nanni saca del bolsillo el último cartucho, lo mete en el cargador y acciona el cierre. El mejor fin sería apoyar el cañón de la metralleta en en el mentón, accionando el gatillo con el pulgar. Tal vez a Di Nanni le parece ridículo, de oficial de carrera. Y mientras alrededor continúan disparando, se tumba de nuevo sobre el vientre, apunta la metralleta al campanario y esperó, resguardado de las balas. Llegado el momento apuntó con cuidado como si estuviese en una competición de tiro. El último fascista cayó fulminado con el tiro. Ahora no hay nada más que hacer; entonces Di Nanni se aferró a los  barrotes de la baranda y con un esfuerzo desesperado se pone en pie, esperando las ráfagas. En vez de eso, cesan los disparos sobre el techo, en la calle, de las ventanas de las casas, se ven aparecer de uno en uno a los fascistas y alemanes. Mirando a los gappistas que los habían diezmado y puesto en fuga. Inseguros y desconcertados, mirando al muchacho cubierto de sangre que los había vencido. Y no disparan. Es en aquel momento que Di Nanni se apoya hacia delante, apretando el vientre contra la baranda y saluda con el puño en alto. Después de repente se lanza a la  con los brazos abiertos a la calle estrecha, llena de silencio.
Giovanni PesceSenza tregua - La guerra dei GAP, pag.144-145, Feltrinelli, 1967, ristampa 2005

A pesar de las heridas sufridas, Di Nanni se atrincheró en el apartamento y sostuvo un largo enfrentamiento con las tropas nazifascistas, apoyados además por una semioruga y de un tanque. Después de haber conseguido eliminar numerosos enemigos, consiguió inmovilizar los dos vehículos lanzando cargas de dinamita y bombas de mano desde su balcón. El asedio duró casi tres horas y una vez que se le agotaron las municiones, con tal de no entregarse vivo, se arrastró hasta el balcón y, después de haber saludado a la multitud con el puño cerrado y con el grito de “Viva l'Italia”, se arrojó al vacío.

## Honores
Medaglia d'oro al valor militare

<<Combatiente de una Brigada Garibladina, ya distinguido en muchos ataques contra los fascistas y los alemanes, se unió como voluntario  a los grupos de acción patriótica (G.A.P.) que operaban en Turín, participando en una peligrosa acción contra una emisora de radio fascista. En el combate que siguió a la acción victoriosa, aunque herido varias veces alcanzó a huir del enemigo. Rodeada la casa en la que se había refugiado, respondía a las peticiones de rendición con supremo desprecio, abriendo fuego y dando batalla. Por varias horas mantuvo la lucha en solitario contra  abrumadoras fuerzas enemigas matando e hiriendo numerosos soldados fascistas y alemanes. Agotadas las municiones, para no caer vivo en las manos del enemigo, se dirigió a la ventana y, saludando al pueblo que temeroso se había reunido alrededor del lugar del combate, al grito de “Viva l'Italia” se lanzaba al vacío con el puño cerrado, sellando su indomable vida con el sacrifico supremo>>
[[Turín 19 de Mayo de 1944, en su memoria.]]

## La memoria
Lo sucedido a Dante Di Nanni permanece como uno de los episodios de Resistenza que más ha impactado al imaginario de músicos y escritores. Giovanni Pesce lo narra en su libro “Senza tregua, la guerra dei GAP” y Stromy Six, célebre grupo de la contracultura italiana, le ha dedicado la canción Dante di Nanni, incluida en su álbum “Un billete para el Tranvía” de 1975.
Durante los Años del Plomo (Anni di Piombo) una columna brigadista toscana fundada por Umberto Catabiani, fue bautizada como Brigata d'Assalto Dante di Nanni, responsables del asesinato en Prado del notario Gianfranco Spighi.
La ciudad de Turín le dedicó a Dante di Nanni una calle en el barrio de Borgo San Paolo.